# Pylopulmonata
Pylopulmonata Teasdale, 2017 è un superordine di molluschi gasteropodi eutineuri della subterclasse Tectipleura.

## Tassonomia
Il superordine comprende sei famiglie in tre superfamiglie:
- Superfamiglia Amphiboloidea Gray, 1840
  - Amphibolidae Gray, 1840
  - Maningrididae Golding, Ponder & Byrne, 2007
- Superfamiglia Glacidorboidea Ponder, 1986
  - Glacidorbidae Ponder, 1986
- Superfamiglia Pyramidelloidea Gray, 1840
  - Amathinidae Ponder, 1987
  - Heteroneritidae Gründel, 1998 †
  - Pyramidellidae Gray, 1840